# Zagrad (Velika Kladuša)
Zagrad falu Bosznia-Hercegovinában, a Bosznia-hercegovinai Föderáció Una-Szanai kantonjában. Közigazgatásilag Velika Kladušához tartozik.

## Fekvése
Bosznia-Hercegovina északnyugati részén, Bihácstól légvonalban 41, közúton 61 km-re északra, Velika Kladušától légvonalban és közúton 1 km-re nyugatra, a horvát határ mentén, a Grabarska-patak partján fekszik. 

## Népessége
| Nemzetiségi csoport | Népesség 1991 | Népesség 2013 |
| ------------------- | ------------- | ------------- |
| Szerb               | 31            | 2             |
| Bosnyák             | 1047          | 1019          |
| Horvát              | 21            | 23            |
| Jugoszláv           | 27            | 0             |
| Egyéb               | 31            | 190           |
| Összesen            | 1157          | 1234          |

## Nevezetességei
- A falu régi mecsete 1879-ben épült, bizonyos részei a nagykladusai várban állt régi mecsetből származnak, építése során ugyanis az eredeti mecset építőanyagának egy részét beépítették a jelenlegi épületbe. Az épület kisebb, egyterű mecsetekhez tartozik, amelyeket kontyolt tetővel fednek le, és fából készült minarettel épült. A mecset jellegzetessége a padlásán kialakított mahfil. A mecset mellett található egy hárem, mintegy száz különböző korú fülkével. Ezek kialakítása a boszniai Krajinára jellemző, melyet gazdag dekoráció jellemez, többnyire mind a négy oldalon. A leggyakoribb motívumok a szablya, kés, lándzsa, puska, csillag, félhold, geometrikus díszek és tónusos szalagok a széleken. A női nišanokon a leggyakoribb motívum a fonat formájú díszítés. A régi zagradi mecsetben 2007-ig tartottak imákat, ekkor épült új mecset a településen, így ma már csak alkalmanként használják a zagradi mecsetet.[4]

- Az új mecsetet 2007-ben nyitották meg. A gyülekezet egy új gyülekezeti házat is épített. Ma a gyülekezetnek több mint 480 háztartása van, és a mecset 500 hívő befogadására képes. A zagradi mecsetet rendkívüli elhelyezkedése, hatalmas, 5000 négyzetméteres udvara is megkülönbözteti a környék hasonló építményeitől. A mecset központi fűtéssel, szellőztetéssel és légkondicionálóval rendelkezik. Itt van az egyik legjobban felszerelt tanterem, van konyha, két mosdó, egy gasulhana és minden egyéb létesítmény, amivel egy korszerűen felszerelt mecsetnek rendelkeznie kell.[5]